# دیوار ضد تونل در امتداد مرز غزه و اسرائیل

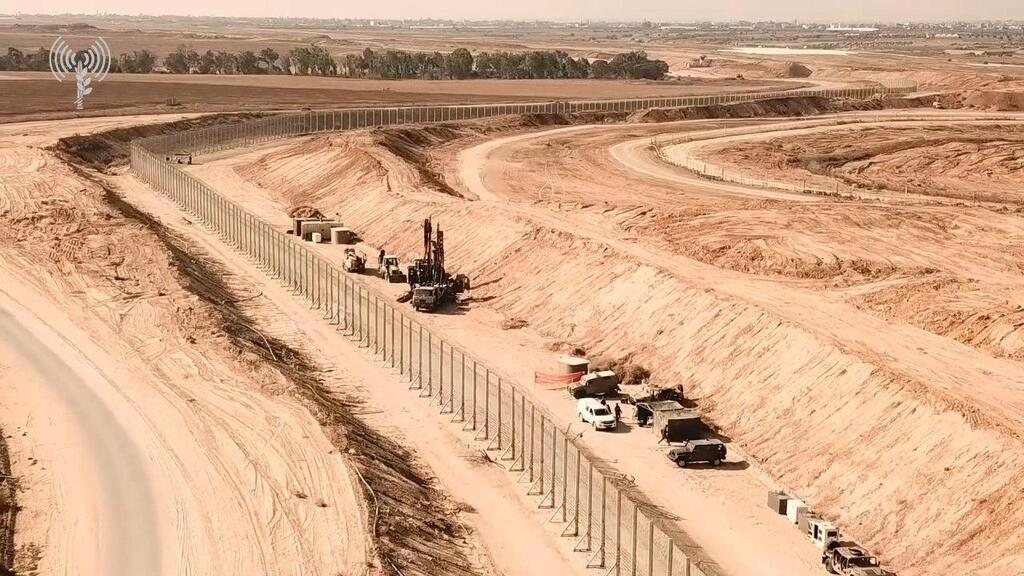
تصویری از دیوار امنیتی غزه و اسرائیل مربوط به اکتبر ۲۰۲۰

دیوار ضد تونل در امتداد مرز غزه و اسرائیل (انگلیسی: Anti-tunnel barrier along the Gaza–Israel border) یک دیوار زیرزمینی که توسط اسرائیل در طول مرز غزه-اسرائیل برای جلوگیری از نفوذ گروه‌های شبه‌نظامی ضد اسرائیلی به ویژه حماس ساخته شده‌است. این پروژه شامل حفاری تا اعماق طبقه‌بندی شده و ساخت دیوارهای بتنی ضخیم همراه با سنسورها و دستگاه‌های هشدار می‌باشد.
حصار ضد تونل زیرزمینی و ۸۱ درصد از مانع بالای سطح زمین، در مارس ۲۰۲۱ تکمیل شد. کل پروژه در دسامبر ۲۰۲۱ تکمیل شد. هزینه این پروژه ۳ میلیارد شکل (۸۳۳ میلیون دلار) تا ۳٫۵ میلیارد شکل (۱٫۱۱ میلیارد دلار) برآورد شده بود.این حصار به طور کامل در زمین اسرائیل واقع شده است.

## زمینه
به دلیل اثربخشی دیوار اسرائیل-غزه در جلوگیری از نفوذ شبه‌نظامیان فلسطینی به اسرائیل، حماس استراتژی حفر تونل در زیر این دیوار را اتخاذ کرد. در ۲۵ ژوئن ۲۰۰۶، فلسطینی ها از یک تونل ۸۰۰ متری که در طی چند ماه حفر شده بود برای نفوذ به اسرائیل استفاده کردند و به یک واحد زرهی اسرائیل حمله کردند، دو سرباز اسرائیلی را کشتند و یکی دیگر به نام گیلعاد شلیط را اسیر کردند. 
بین ژانویه و اکتبر ۲۰۱۳، سه تونل دیگر شناسایی شد که دو تونل آن مملو از مواد منفجره بود.
در طول جنگ غزه در سال ۲۰۱۴، اسرائیل با شبه نظامیان حماس مواجه شد که از تونل ها به داخل اسرائیل بیرون آمدند و به سربازان در امتداد مرز حمله کردند. پس از جنگ، اسرائیل ۳۲ تونل را شناسایی و منهدم کرد. در سال ۲۰۱۸، اسرائیل سه تونل جدید را تخریب کرد.

## مانع زیرزمینی
دیوار ضد تونل در پاسخ به تونل‌های نوار غزه ساخته شد که فقط می توانست برای نفوذ شبه نظامیان مورد استفاده قرار گیرد. در اواسط سال ۲۰۱۷، اسرائیل شروع به ساخت دیوار زیرزمینی در عمق چند متری کرد که مجهز به حسگرهایی است که می تواند ساخت تونل را تشخیص دهد.
در اکتبر ۲۰۲۰، حسگرها یک تونل حماس را شناسایی کردند. یکی از مقامات نظامی اسرائیل این تونل را "مهم ترین تونلی که تا به امروز دیده ایم، هم از نظر عمق و هم از نظر زیرساخت" نامیده است.